# Krasny fakel
Le théâtre Krasny fakel (Красный факел) est un théâtre situé à Novossibirsk dans le sud de la Russie.

## Historique
Il fut fondé en 1920 et changea plusieurs fois de lieu, aussi bien à Odessa qu'à Stalinsk. Depuis 1932, elle s'est fixée à Novossibirsk. Le théâtre possède un bâtiment construit en 1914 par l'architecte Andreï Kriatchkov.

## Directeurs artistiques
- 1930-1950 : Vladimir Deni
- 1931-1936 : Gueorgui Polejaïev
- 1938-1966 (1945-1948) : Nikolaï Mikhaïlov
- 1932 (1943)-1960 : Vera Redlikh
- 1971-1974 : Vladimir Kouzmine
- 1974-1980 : Semion Ioanidi
- 1981-1985 : Vitali Tchermeniov
- 1992-1997 : Alexeï Serov
- 1997-2002 : Oleg Rybkine
- 2006-2013 : Alexandre Zykov
- 2007 (2015)-2022[4] : Timofeï Kouliabine
- 2023- : Andreï Prikotenko

## Récompenses et nominations
- Ordre du Drapeau rouge du Travail (1971)[5]
- Masque d'or (1998, 1999, 2001, 2007, 2010, 2014, 2015, 2017, 2020, 2022)